# Gran Turismo (seria)
Gran Turismo – seria wyścigowych gier symulacyjnych wyprodukowanych przez Polyphony Digital, wydanych na konsole Sony PlayStation. Seria odniosła duży sukces komercyjny, od momentu premiery pierwszej części w 1997 roku sprzedano łącznie 70 mln egzemplarzy.

## Gry z serii
| Rok wydania | Tytuł                  | Platforma                    | Sprzedaż   |
| ----------- | ---------------------- | ---------------------------- | ---------- |
| 1997        | Gran Turismo           | PlayStation                  | 10 850 000 |
| 1999        | Gran Turismo 2         | PlayStation                  | 9 370 000  |
| 2001        | Gran Turismo 3: A-Spec | PlayStation 2                | 14 890 000 |
| 2005        | Gran Turismo 4         | PlayStation 2                | 11 760 000 |
| 2010        | Gran Turismo 5         | PlayStation 3                | 11 940 000 |
| 2013        | Gran Turismo 6         | PlayStation 3                | 4 880 000  |
| 2017        | Gran Turismo Sport     | PlayStation 4                |            |
| 2022        | Gran Turismo 7         | PlayStation 4, PlayStation 5 |            |